# عبد القادر طوبقاج
عبد القادر طوبقاج (1954 ؛  صور ، ديار بكر - 21 فبراير 2021 ؛ دجلة ، ديار بكر  ) هو عالم فلك تركي أظهر الحركة المنحنية للقمر حول مدار الأرض .

## قصة
ولد طوبقاج في ديار بكر عام 1954. كان طوبقاج خريج مدرسة ابتدائية ، وكان على درجة الماجستير في السميت .  في الواقع ، كان طوبقاج مهتمًا بعلم الفلك منذ شبابه ، ونشر دراساته في عام 1991 عندما بدأ في مراقبة تحركات القمر بواسطة منظاره. اشترى طوبقاج أول تلسكوب له مقابل 2,5 ألف دولار في اسطنبول في عام 1992 ، وكان تلسكوب خادم قديم اشتراه من الاتحاد السوفيتي . تم تخريب تلسكوبه من قبل حزب العمال الكردستاني . بناءً على ذلك ، نتيجة لحملة مساعدات تم تنظيمها على وسائل التواصل الاجتماعي ، تم شراء تلسكوب بقيمة 16000₺ إلى طوبقاج.

## دراسات
من خلال تحقيق زاوية رؤية القمر لمدة شهر في عام 1992 ، لاحظ طوبقاج أن حركة القمر في مدار الأرض تكون على شكل قوس. تلقى طوبقاج عنوان وكالة ناسا من السياح الذين قاموا بزيارة ديار بكر ، ثم أرسل دراسته إلى ناسا ومرصد توبيتاك الوطني.  

## الحياة الشخصية
كان لديه 8 أطفال من زوجته. لكن زوجته وأطفاله تخلوا عن طوبقاج في عام 2001 ، بسبب التفكير في أنه مجنون. 

## موته
تم علاج طوبقاج من السرطان في مستشفى الأورام بجامعة دجلة وتوفي في 21 فبراير 2021. دفن جنازته في منطقة دجلة بديار بكر.